# Odivelas (Fluss)
Der Odivelas (portugiesisch Ribeira de Odivelas) ist ein Fluss in der Region Alentejo Portugals, der durch die Distrikte Évora, Beja und Setúbal fließt. Er entspringt einige Kilometer südwestlich der Gemeinde Monte do Trigo, fließt in westlicher Richtung und mündet schließlich in den Sado.
Der Odivelas wird durch die Talsperren Alvito und Odivelas zu Stauseen aufgestaut.